# Alfredo Andersen
Alfred Emil Andersen (Kristiansand, 3 de novembro de 1860 — Curitiba, 9 de agosto de 1935) foi um pintor, escultor, decorador, cenógrafo, desenhista e professor norueguês radicado no Brasil.
O artista é considerado o "pai da pintura paranaense”.

## Biografia
Filho do Capitão da Marinha Mercante Tobias Andersen e de Hanna Carine Andersen, Alfredo aos 13 anos pintou sua primeira tela: “Akt”.
Iniciou aos 17 anos os estudos na Academia de Belas-Artes de Cristiânia (atualmente Oslo), como aluno de Wilhelm Krogh, conhecido pintor na Noruega. Frequentou depois a Real Academia de Belas Artes de Copenhague, na Dinamarca, entre 1879 e 1883, onde foi, posteriormente, professor de Desenho.
Em 1884, realizou sua primeira exposição individual.
Fez uma viagem aos trópicos, a bordo de um veleiro, chegando até a costa brasileira, que o impressiona, pintando uma tela no porto de Cabedelo, na Paraíba. Posteriormente, decidiu voltar à América, mais especificamente a Buenos Aires, mas ao passar em Paranaguá, onde seu barco parou em função de reparos, simpatizou com o lugar e decidiu ficar no Brasil.
Em Paranaguá conheceu Anna de Oliveira, uma jovem vinte e cinco anos mais moça, descendente de índios Carijó. Desse relacionamento nasceram quatro filhos.
Após 1902, foi para Curitiba, onde fundou uma escola de desenho e pintura. Posteriormente, foi professor de desenho da Escola Alemã e do Colégio Paranaense, e diretor das aulas noturnas da Escola de Artes e Indústrias.
Em 1907, realizou uma primeira individual em Curitiba, com 18 óleos, sendo quatro retratos, e os restantes, paisagens e figuras. Seguiram-se várias outras exposições em Curitiba (1914, 1920, 1923 e 1930), no Rio de Janeiro (1918), e em São Paulo (1921).
Participou do Salão de Belas Artes, conquistando menção honrosa (1916) e medalha de bronze (1933).
O governo norueguês lhe ofereceu a direção de uma Escola de Belas Artes, em 1927,  mas após um ano regressou ao Paraná, trazendo entre outros o seu “Retrato de Knut Hamsun”, atualmente na Galeria Nacional da Noruega.
Ao completar 71 anos, em 3 de novembro de 1931, Andersen foi agraciado com o diploma de Cidadão Honorário de Curitiba pelos relevantes serviços prestados à arte do Paraná, primeiro título concedido a alguma personalidade pela Câmara Municipal.
Pintou, em 1932, seu mais conhecido auto-retrato, que passou a pertencer ao acervo do Museu Nacional de Belas Artes.
Andersen chegou a ser chamado o “Pai da Pintura Paranaense”
Faleceu a 9 de agosto de 1935, em sua residência-ateliê, mais tarde transformada no Museu Alfredo Andersen.

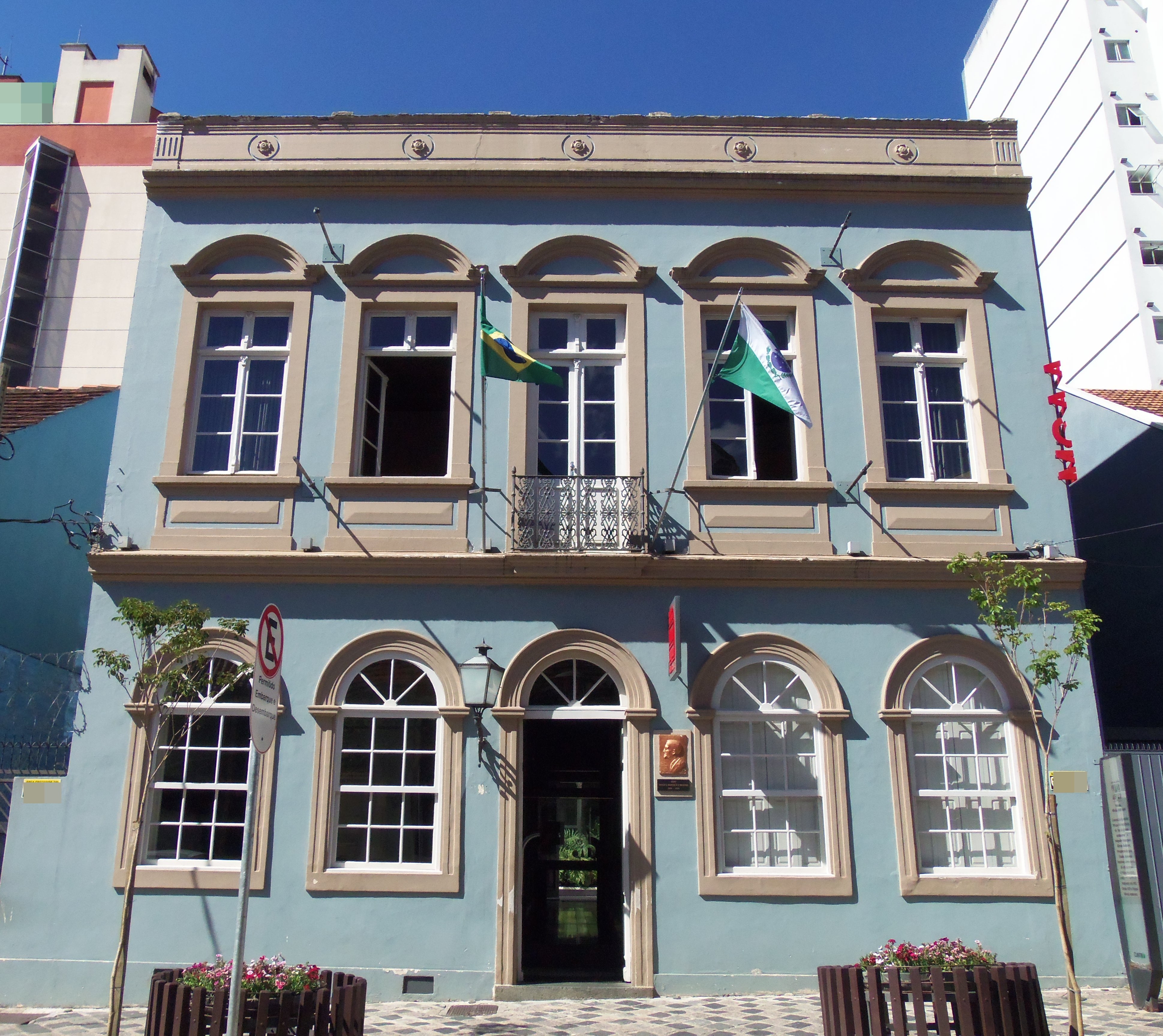
Casa Museu Alfredo Andersen em homenagem ao pintor. Curitiba-PR

A Sociedade Amigos de Alfredo Andersen (SAAA) foi fundada em 3 de novembro de 1940 com o objetivo de preservar e promover o legado de Alfredo Andersen. A iniciativa partiu de amigos e admiradores do artista, como João Turin, Oswald Lopes, Freyesleben, Theodoro De Bona, entre outros. A Sociedade teve papel essencial na preservação de sua obra.
Em 1947, a SAAA impulsionou a desapropriação do imóvel onde Andersen viveu, com objetivo de preservar a memória do artista.
Em 1959, o Museu foi oficialmente criado passando a se chamar Casa de Alfredo Andersen - Escola e Museu de Arte. Mais tarde o prédio foi tombado pelo Patrimônio Histórico e Artístico do Estado e, em 1979, passou a denominar-se Museu Alfredo Andersen.

## Formação
Sua formação artística ocorre em  Oslo (Noruega), estudando com Wilhelm Krogh, Peter Eilaifson, Carl A. Andersen e o pintor regionalista Olaf W. Isaachsen. Entre 1879 e 1883, estudou como bolsista na Academia Real de Belas Artes.

## Cronologia
- 1874/1877 - Oslo (Noruega) - Assistente no ateliê de Wilhelm Krogh, trabalha como pintor de terracota e desenhista cenógrafo.
- 1877/1884 - Copenhague (Dinamarca) - Vive nessa cidade.
- 1879/1883 - Copenhagen (Dinamarca) - Professor de desenho livre na Escola de Rapazes de Vesterbron.
- 1890/1892 - Realiza uma longa viagem aos trópicos: vai ao México, Barbados e passa pelo Nordeste do Brasil.
- 1892 - Inicia nova viagem com destino a Buenos Aires, África do Sul, Ásia e América do Norte, porém acaba fixando-se no Sul do Brasil, no Paraná
- 1893 - Paranaguá/PR - Vive nessa cidade.
- 1902/1935 - Curitiba/PR - Vive nessa cidade.
- 1902 - Curitiba/PR - Em seu próprio ateliê, funda uma escola particular de desenho e pintura, que terá importante atuação na formação de vários artistas paranaenses.
- 1903/1909 - Curitiba/PR - Professor de desenho da Escola Alemã e do Colégio Paranaense.
- 1909 - diretor das aulas noturnas da Escola de Belas Artes e Indústria.
- 1927 - Noruega - Viaja para esse país, hospedando-se na casa de Wilhelm Krogh, e retorna ao Brasil no ano seguinte.
- 1931 - Curitiba/PR - Recebe o título de Cidadão de Curitiba
- 1951 - Curitiba/PR - É homenageado através da exposição de alguns óleos no 4º Salão de Belas Artes do Club Concórdia
- 1960 - Curitiba/PR - Homenagem no 17º Salão Paranaense de Belas Artes no centenário de seu nascimento, na Biblioteca Pública do Paraná.

## Galeria

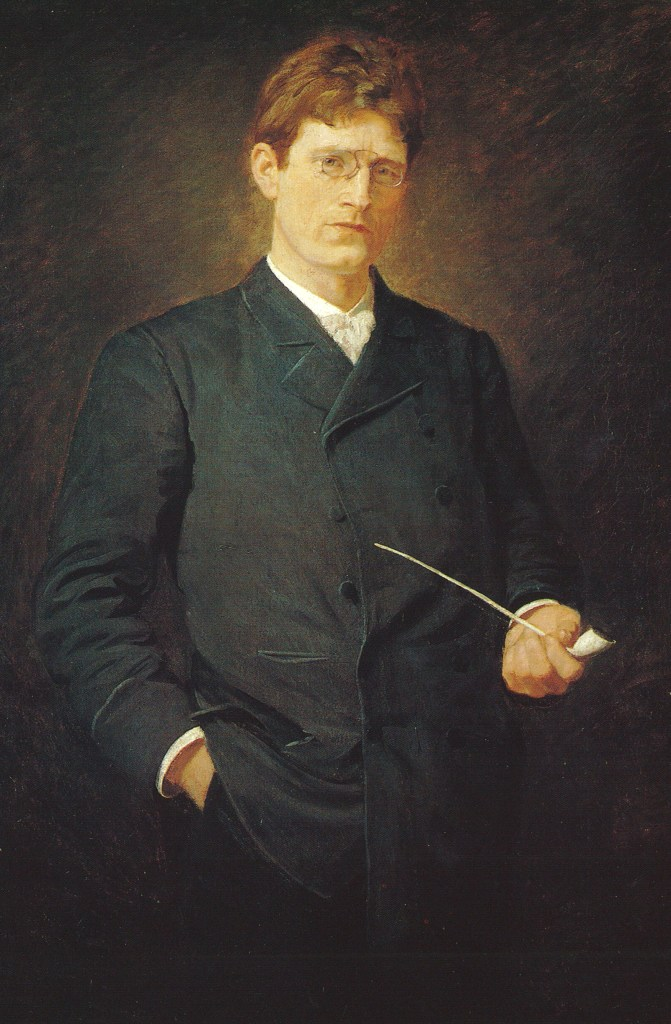
Retrato de Knut Hamsun por Andersen, 1891
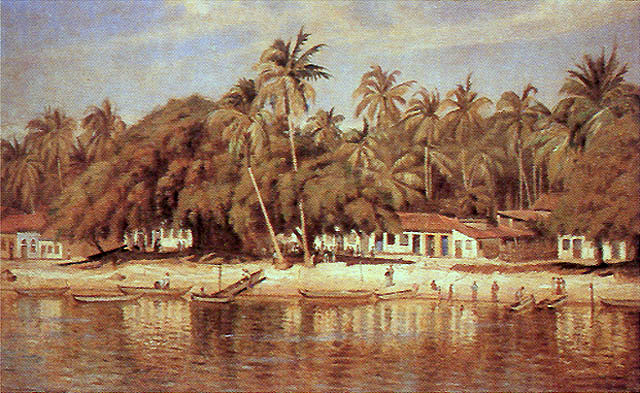
Porto de Cabedelo, 1892
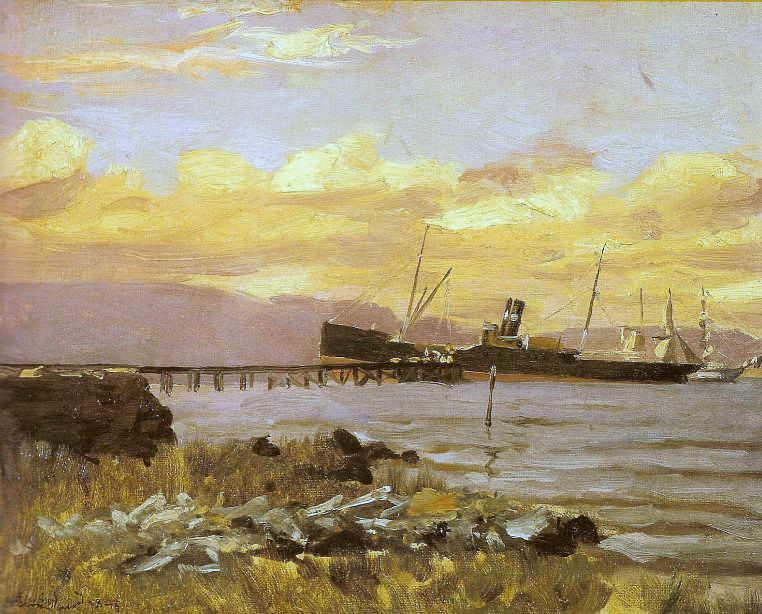
Vista do porto, 1895
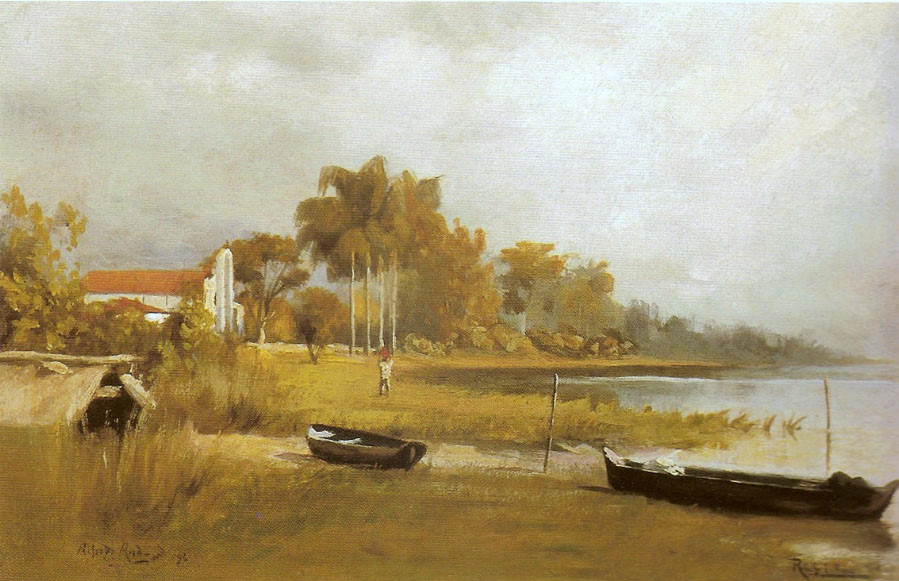
Rocio, 1896
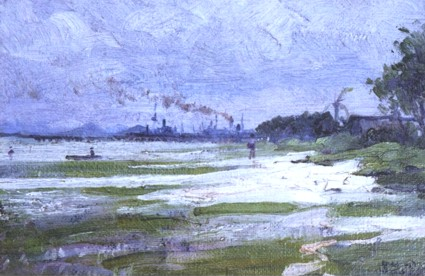
Porto de Paranaguá no fim do século XIX
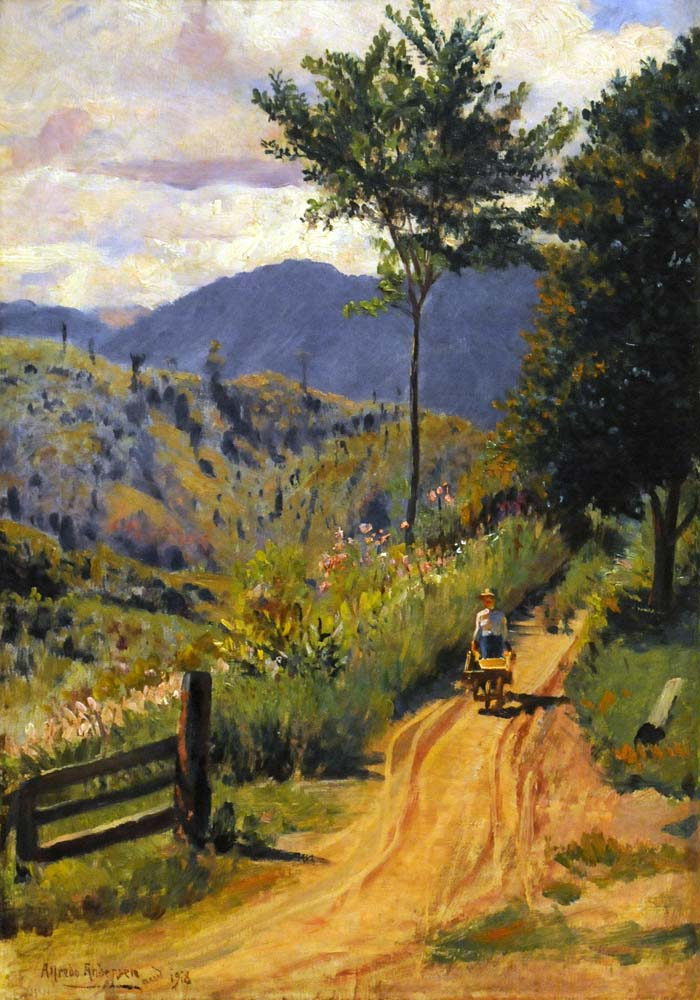
Paisagem serrana com personagem, 1918
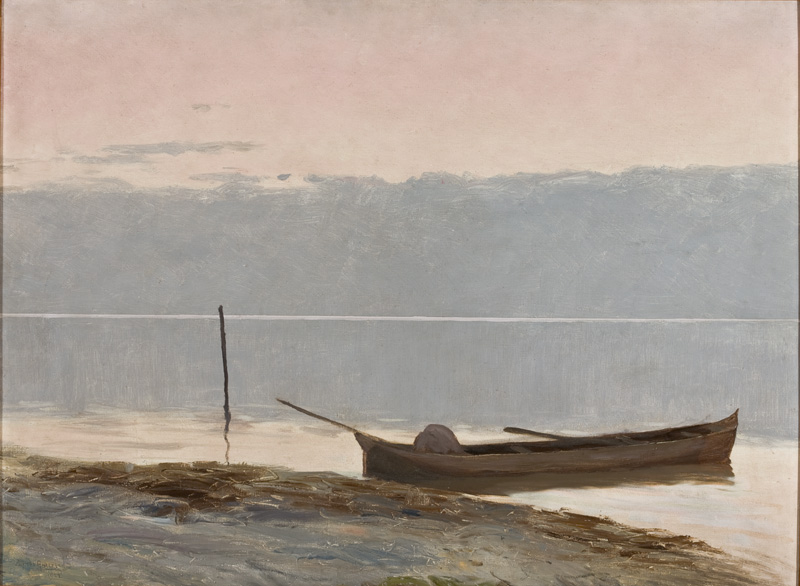
Paisagem com canoa na margem, 1922
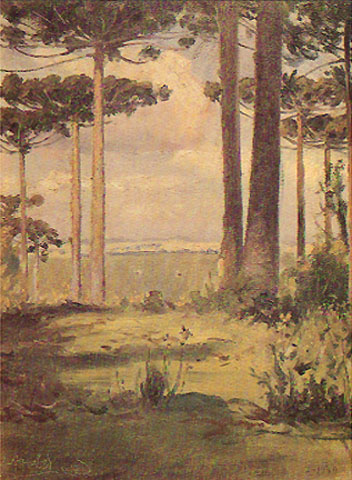
Pinheiros, 1930
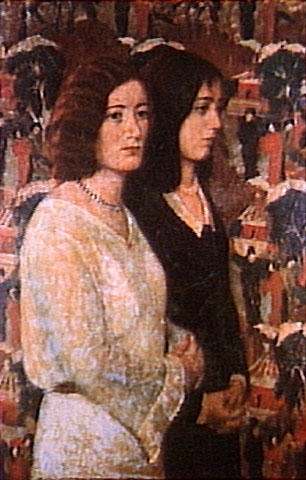
Duas raças, 1932
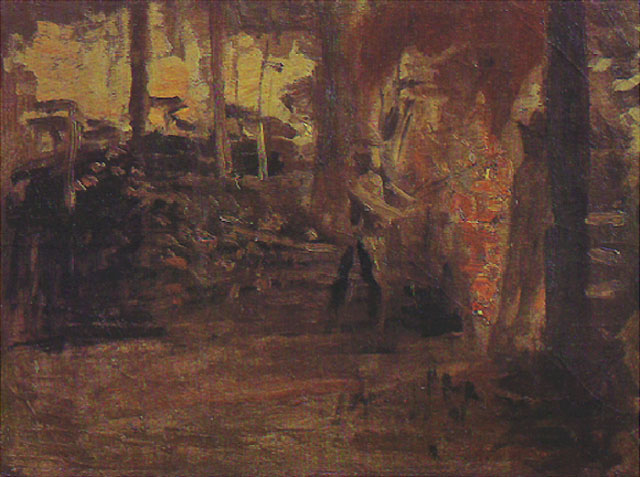
Sapecada, sem data